# 생태주의
생태주의(영어: ecologism)는 전통적인 환경주의보다 더 근본적이고 급진적인 방법으로 환경 문제를 바라보는 사상이다. 즉 현재의 환경 문제를 기술적 전문성의 적용으로만 해결할 수 있는 것으로 여기며 사회의 근본적 성격이 개선될 필요가 없다고 여기는 환경주의와 달리, 이를 보다 심각하고 심층적인 잘못들이 겹쳐 일어난 문제로 보고 있다.

## 설명

### 생태주의와 전통적 환경주의의 차이
전통적 환경주의가 사회의 틀을 그대로 유지하면서 환경 문제를 해결할 수 있다고 여겼다면, 생태주의는 이에 대해 이의를 제기한다. 생태주의적 관점을 따른다면 환경 문제는 사회적, 경제적, 정치적 질서들의 문제가 겹치며 만들어 낸 표면적 증상일 뿐이다. 따라서 환경 문제를 해결하기 위해서는 사회 전체에 있어 보다 근본적인 변화가 필요하다.

### 생태 낭만주의와 생태 합리주의 계열
1970년대에 출현한 이 사상을 핵심으로 다양한 논의가 이루어져 왔는데, 크게 나누면 생태 낭만주의와 생태 합리주의의 두 가지 갈래로 분류할 수 있다.
- 생태 낭만주의(ecological romanticism)는 18세기 낭만주의 사조가 활기를 띠면서 환경위기 극복의 대안으로 나타난 사상이다. 생태 낭만주의는 사회제도의 개선이나 변혁에 신경 쓰기보다는 자연에 대한 인간의 감성을 제고시키고, 이를 통해 개인의 가치관 변화와 그에 따른 실천적 행보의 변화를 이끌어 내는 것이 환경 문제의 근원적 해결에 도움이 된다고 여겼다. 가치관의 혁신과 유포가 지속된다면 문화 패러다임의 교체가 형성되면서 환경위기가 극복될 수 있다는 것이다. 생태 낭만주의의 전형으로는 두 가지가 있는데, 심층 생태주의와 문화적 생태 여성주의가 이에 해당된다.

- 심층 생태주의는 환경위기의 원인으로 인간 중심의 자연 지배적 세계관을 지적한다. 이들은 서양 전통의 세계관에 내재된 인간 우월주의와 이원론적 분리주의에 반대하며 두 가지 규범을 내세웠다. 첫 번째는 생명적 관점에서 인간이나 자연적 존재가 평등하다는 생명 중심적 평등(biocentric equality)이고, 두 번째는 나를 나 이외의 타인과 동식물종, 지구로 넓혀서 모두를 하나로 인식하는 경지의 자기 실현(self realization)이다.

- 문화적 생태 여성주의(cultural ecofeminism)는 남성 중심주의 사회에서 폄하된 여성적 가치 즉, 감성이나 영성을 통해 여성주의의 문제와 환경문제를 함께 풀어 나가려 했다. 이 입장을 따르면, 생명체를 낳고 부양하는 자연은 어머니로 파악될 수 있어 여성과 동일시된다. 따라서 자연에서 생태 영성(ecological spirituality)을 분별하여 지구 자연을 구하는 데 여성이 더 적합하다는 것이다.

- 생태 합리주의(ecological rationalism)는 낭만주의와 달리 계몽주의의 가치를 선택적으로 수용한다. 인간이 사회적 존재이므로 사회제도를 바르게 구축해야 하고, 그것은 인간의 이성에 의해 조성될 수 있다. 특히 도구적 이성을 넘어, 관계적 이성을 통해 동료 사회 구성원과 자연에 대해 호혜적으로 다가가는 것이 가능하기 때문에, 새로운 생태 사회를 조성하는 것으로 환경문제를 원천적으로 해결할 수 있다고 주장한다. 생태 합리주의의 전형으로는 사회 생태주의 사상, 사회적 생태 여성주의 사상 등이 있다.

- 사회 생태주의 사상은 환경위기의 뿌리를 인간과 자연의 대립적 지배관계가 아니라 인간 사회 내의 사회적 서열화 요인에서 찾는다. 서열화 의식이 사회제도로 뿌리를 내리고, 이것이 확산되면서 계급차별이 일어나고, 이것이 자연의 영역으로도 비화하여 자연차별을 초래한다는 것이다. 결국 서열화로 인한 차별의식이 생태위기를 초래한다. 사회 생태주의는 서열화에 도전하여 그것을 원천적으로 청산함으로써 환경문제를 해결할 수 있다고 여기는데, 이는 아나키즘의 지평에서 생태적 인식을 적극 반영하는 사조라고 할 수 있다. 따라서 생태 무정부주의(eco-anarchism)로 불리기도 한다.

- 사회적 생태 여성주의(social ecofeminism)는 문화적 생태 여성주의에서 주장한 여성적 가치의 우월론은 본원적인 해결책이 될 수 없다고 본다. 여성이든 남성이든 인간은 사회적 존재이면서도 자연적 존재이므로 양자의 균형 속에서 문제를 풀어야 한다는 것이다. 문화적 생태 여성주의가 자연과의 영성적 결속을 중시하는 데 비해, 사회적 생태 여성주의는 환경문제와 연루된 사회적이고 정치적인 사안에 관심을 표출하고 이를 변화시키는 데 주력한다.

## 생태 사회주의, 생태 러디즘, 반성장주의
생태주의의 다른 다양한 논의들을 낭만주의나 합리주의의 분파로 특별히 분류하지 않고 나열해 보자면, 앞서 말한 사상들 이외에 생태 사회주의, 생태 러디즘, 반성장주의 등이 있다.
- 생태 사회주의(eco-socialism)는 생태적 위기가 본질적으로 자본주의의 결과라고 보는 사상이다. 자본주의의 발전을 수반한 경제성장과 산업화가 지구의 건강에 책임성을 망각한 낭비, 과소비 및 환경오염을 가져왔다고 보는 것이다.

- 생태 러디즘(eco-luddism)은 과학기술에 대한 비판적 관점이다. 고삐 풀린 과학기술적 진보는 인류에게 무한한 편의를 주는 것이 아니라, 해결할 수 있는 것보다 더 많은 문제를 만들어 낸다는 것이다. 19세기 초 러다이트 운동에서 이름을 따온 것으로 보인다.

- 반성장주의(anti-growth)는 성장 그 자체가 주된 문제가 된다고 보는 관점이다. 다시 말해, 환경적 위기는 성장의 결과에 대처할 수 있는 지구의 능력을 벗어난 성장으로 일어난 것이라고 보는 관점이다.

- 반동적 생태주의(Reactionary Ecologism)는 생태위기의 현실을 인식하고 생태학의 원리를 수용하지만, 거대 사회와 공업력을 기반한 경제를 긍정한다. 대표적인 논리로 신맬서스주의를 들 수 있으며, 에코파시즘의 대표적인 논리로 비판받기도 한다.

## 같이 보기
- 심층 생태학
- 생태철학
- 체화 에너지
- 환경주의
- 생태여성주의
- 가이아 이론
- 머레이 북친

## 참고 문헌
- 박성복, 《녹색주의 반응과 생태적 관점》, 서울행정학회, 2007.12, pp. 339~355
- 한면희, 《현실 녹색정책의 이념과 생태주의 사상》, 동서사상 연구소, 2010.2, pp.162~179